# نوفوویسم
نوفوویسم (به فرانسوی: Neofauvisme) یک جنبش نقاشی شاعرانه بود که در اواسط دههٔ ۱۹۲۰ برای مقابله با فراواقع‌گرایی مطرح شد. نویسندگان مجلهٔ «Cahiers d'Art» در سال ۱۹۲۶ روش اتوماتیسم فراواقع‌گرایی را که در نظر آن‌ها تنها باعث ترویج هنر سنتی می‌شد، از لحاظ بیان ناخودآگاه ناکارامد می‌دانستند و برای تقابل با آن، گروهی از هنرمندان را با عنوان نوفوویسم مطرح کردند.
اگرچه هنرمندان این جنبش عموماً فراموش شده‌اند، اما آنان در رهایی گروه فراواقع‌گرایی از اوهام مؤثر بوده‌اند.